# Dirty Fingers
Dirty Fingers ist das dritte Soloalbum des nordirischen Hardrock- und Blues-Gitarristen Gary Moore. Es wurde eigentlich schon Anfang 1981 aufgenommen, erschien aus kommerziellen Gründen aber erst einige Jahre danach. Dirty Fingers ist das letzte Album Moores, das nicht überwiegend von ihm selbst eingesungen wurde.

## Entstehung
Nach Auflösung der kurzlebigen G-Force im Spätsommer 1980 stellte sich Moore mit Schlagzeuger Tommy Aldridge (Black Oak Arkansas, Pat Travers Band), Sänger Kenny Driscoll (Lone Star), Keyboarder Don Airey (Colosseum II, Rainbow) und Bassist Andy Pyle (Blodwyn Pig, The Kinks) eine komplett neue Band zusammen. Schon im Herbst spielte man Konzerte in Ashford und London, bei denen auch das später in Japan veröffentlichte Album Live at the Marquee (1983) aufgenommen wurde. Danach kam es aber zu einigen Besetzungswechseln: Für Kenny Driscoll rekrutierte Moore den ehemaligen Sänger Ted Nugents Charlie Huhn, während Andy Pyle durch den Rainbow- und Wild-Horses-Bassisten Jimmy Bain ersetzt wurde. Dieser gab später an, dass Pyle dem Schlagzeuger nicht schnell genug gewesen sei. 
Im Januar 1981 begannen dann die Aufnahmen für ein Studioalbum. Man ging dazu in die Londoner Morgan Studios und arbeitete dort mit dem Produzenten Chris Tsangarides. Die eingespielten Stücke waren überwiegend harte und riffbetonte Rocknummern, die bis auf den Animals-Hit “Don’t Let Me Be Misunderstood” und das von Charlie Huhn geschriebene “Kidnapped” alle von Moore selbst stammten. Anders als auf seinen späteren Alben übernahm er den Gesang aber nur auf einem einzigen Stück – der abschließenden Ballade “Rest In Peace”. Textlich stachen vor allem die beiden Antikriegs-Stücke “Hiroshima” und “Nuclear Attack” hervor, in denen sich Moore erstmals mit der zu dieser Zeit sehr realen Gefahr eines Atomkriegs auseinandersetzte.

## Veröffentlichung
Zur Veröffentlichung des Albums kam es vorerst aber nicht, denn Moores Plattenfirma Jet Records stellte seine Unterstützung weitestgehend ein, noch bevor die Aufnahmen vollständig abgemischt waren. Lediglich eine Maxi mit den Stücken “Nuclear Attack”, “Don’t Let Me Be Misunderstood” und “Run To Your Mama” erschien im Oktober 1981. Moore war mittlerweile von Greg Lake engagiert worden und nahm “Nuclear Attack” für dessen erstes Soloalbum noch einmal neu auf. Nachdem er seinem Label endgültig den Rücken gekehrt hatte, unterschrieb er im neuen Jahr einen Vertrag bei der Firma Virgin. Das Album selbst lag damit zunächst einmal völlig auf Eis.
Mit dem Wechsel zu Virgin gelang Moore dann der Durchbruch und sein nachfolgendes Album Corridors of Power (1982) wurde zu einem internationalen Erfolg. Hiervon wollte nun auch Jet Records profitieren. Mitte 1983 entschied man sich deshalb dazu, Dirty Fingers und das 1980 mitgeschnittene Live at the Marquee in Japan zu veröffentlichen, wo Moore zu diesem Zeitpunkt besonders beliebt war. Der zeigte sich allerdings nur wenig begeistert und als das Album im Juni 1984 auch in Großbritannien erschien, fürchtete er Konkurrenz für sein aktuelles Album Victims of the Future (1984). Die Ablehnung von Dirty Fingers, das in seinen Augen noch nicht einmal fertiggestellt worden war, legte Moore nicht mehr ab und bis auf “Nuclear Attack” übernahm er keinen der Songs in seine späteren Shows.

## Titelliste
1. Hiroshima – 4:28
2. Dirty Fingers – 1:09
3. Bad News – 5:06
4. Don’t Let Me Be Misunderstood – 3:35
5. Run To Your Mama – 4:43
6. Nuclear Attack – 5:09
7. Kidnapped – 3:49
8. Really Gonna Rock – 3:48
9. Lonely Nights – 3:57
10. Rest In Peace – 6:01

## Besetzung
- Gary Moore: Gitarre, Gesang
- Tommy Aldridge: Schlagzeug
- Don Airey: Keyboard
- Jimmy Bain: Bass
- Charlie Huhn: Gesang